# Tilda Månsson
Tilda Månsson, född 13 maj 2004, är en svensk triathlet. Hon har blivit svensk mästare tre gånger (2021, 2022, 2023).

## Karriär
Vid junior-EM 2021 i Kitzbühl tog Månsson silver på tiden 36 minuter och 47 sekunder. Vid triathlon-SM 2021 i Linköping blev hon svensk mästare för första gången. Vid junior-VM 2021 i Quarteira tog Månsson silver efter att slutat sju sekunder bakom tyska Jule Behrens. Det blev Sveriges första medalj genom tiderna vid junior-VM i triathlon.
Vid junior-EM 2022 i Olsztyn tog Månsson guld på tiden 25 minuter och 46 sekunder. Vid junior-VM 2022 i Montréal tog hon även guld. Under 2022 försvarade Månsson även sitt SM-guld samt blev nordisk mästare då nordiska och svenska mästerskapen arrangerades samtidigt. 2022 tog hon också sin första seger vid världscuptävlingen i Bergen. Månsson vann även Lilla bragdguldet 2022.
2023 tog Månsson sitt tredje SM-guld i triathlon vid SM-veckan i Umeå. Hon tog under 2023 även sin andra seger i världscupen i Tiszaújváros. Under året tog Månsson också lagbrons i juniorklassen vid terräng-EM i Bryssel.
2024 tog Månsson sin tredje seger i världscupen i Wollongong.